# Žilina
Žilina (på tysk Sillein; på ungarsk Zsolna; på polsk Żylina) er en by i Slovakiet. Byen har et indbyggertal på 82.656(2021) indbyggere.
Žilina ligger i det nordvestlige Slovakiet, i regionen Žilina. Den ligger kun 35 kilometer fra grænsen til Tjekkiet og Polen, og 200 kilometer fra den slovakiske hovedstad Bratislava. Byen har et totalt areal på 80,03 km²

## Ekstern henvisning
- Officielt netsted

- Wikimedia Commons har flere filer relateret til Žilina